# غابريال بيري (مترو باريس)
غابريال بيري (بالفرنسية: Gabriel Péri)‏ هي محطة مترو تابعة لمترو باريس تقع في فرنسا في أسنيير-سور-سين.[بحاجة لمصدر]